# ريجينا ليونغ
ريجينا ليونغ (بالصينية: 唐青儀) هي محامية صينية، ولدت في 5 فبراير 1957 في Tsan Yuk Hospital ‏ في الصين.